# Мышкин, Николай Павлович
Никола́й Па́влович Мы́шкин (26 апреля [8 мая] 1864, Гольяны, Вятская губерния — 1935, Куйбышев) — российский физик и метеоролог.

## Биография
Родился в семье деревенского священника в селе Гольяны Вятской губернии (ныне — в Завьяловском районе Удмуртии). Получил первоначальное образование в сарапульском духовном училище и вятской духовной семинарии. В 1882 году поступил вольнослушателем на математическое отделение физико-математического факультета Казанского университета. После окончания курса в университете в 1887 году он был приглашён в Петровскую сельскохозяйственную академию на должность ассистента по кафедре физики и метеорологии. Несколько лет он заведовал метеорологической обсерваторией Академии наук.
В 1896 году получил назначение на должность профессора кафедры физики и метеорологии в Новоалександрийском институте сельского хозяйства и лесоводства.
Исследования свойств наэлектризованного металлического острия привели к созданию Мышкиным электростатического двигателя (Привилегия, выданная 30 сентября 1914 года № 27460). Первые опыты по использованию атмосферного электричества Н. П. Мышкин начал ещё в 1902 году, а в начале 1905 года ему были выделены средства для проведения полномасштабных опытов, местом проведения которых стало воздухоплавательное отделение Ивангородской крепости. Весной 1907 года о результатах было доложено на 4-м Всероссийском электротехническом съезде в Киеве.
С 1 июля 1924 года Мышкин — заведующий метеобюро при Наркомземе в Белоруссии. Профессор на факультете лесоводства Белорусского государственного института сельского и лесного хозяйства им. Октябрьской революции Наркомзема БССР (Минск).